# Bounty (wyspy)
Bounty Islands – grupa 13 granitowych wysepek położonych na Pacyfiku, na południowy wschód od Wyspy Południowej Nowej Zelandii. Należą do państwa Nowej Zelandii, są niezamieszkane. W 1788 roku odkrył je William Bligh.

## Lista wysp
- Grupa Główna
  - Depot Island (największa)
  - Lion Island
  - Penguin Island
  - Proclamation Island
  - Ranfurly Island
  - Ruatara Island
  - Spider Island
  - Tunnel Island
- Grupa Środkowa
  - Castle Island
  - Funnel Island
  - Prion Island
- Grupa Wschodnia
  - Molly Cap
  - North Rock